# Tutti a casa
Tutti a casa (bra Regresso ao Lar) é um filme franco-italiano de 1960, dos gêneros comédia dramática e guerra, dirigido por  Luigi Comencini, com roteiro de Age & Scarpelli (Agenore Incrocci e Furio Scarpelli), Marcello Fondato e do próprio diretor, e trilha sonora de Angelo Francesco Lavagnino.

Considerado por alguns críticos como um dos melhores longas de Comencini e um dos mais importantes filmes italianos do pós-guerra, obteve o prêmio do júri do Festival de Moscou e dois prêmios David di Donatello, atribuídos a Alberto Sordi e ao produtor Dino De Laurentiis. 
O filme foi incluído na lista dos  100 filmes italianos a preservar, elaborada com o objetivo de assinalar as 100 películas que mudaram a memória coletiva do país entre 1942 e 1978.

## Sinopse
Litoral do Veneto, 8 de setembro de 1943. Na cozinha do quartel do Exército Real Italiano, o rádio difunde o famoso comunicado anunciando o armistício pedido pelo marechal Pietro Badoglio aos Aliados. O entusiasmo explode rapidamente entre os soldados e ressoa o grito "A guerra acabou! Todos para a casa!" A realidade, no entanto, logo se revela dramaticamente diferente. Os aliados alemães de repente se tornaram inimigos. O rei Vittorio Emmanuele e o marechal Badoglio fugiram. As tropas, sem ordens precisas, estão confusas e em desordem. O subtenente Alberto Innocenzi e seus soldados recebem  tardiamente a notícia do armistício e acabam ficando sob o fogo dos novos inimigos alemães. Innocenzi, extremamente fiel ao dever, aguarda ordens e procura um comando ao qual se apresentar, mas o regimento se  fragmenta. Muitos, cansados da guerra, desertam e só pensam em voltar para suas casa e suas famílias. Outros não sabem o que fazer. Juntamente com o engenheiro  Ceccarelli e o sargento Fornaciari, únicos soldados remanescentes na tropa, Innocenzi começa sua difícil jornada de volta para a casa, abandonando pouco a pouco a linguagem e a postura  militar, para se adaptar ao momento trágico.[carece de fontes?]

## Elenco
- Alberto Sordi .......  Alberto Innocenzi
- Martin Balsam .......  Cabo Fornaciari
- Serge Reggiani  .......  Soldado Ceccarelli
- Nino Castelnuovo  .......  Jovem  Codegato
- Mario Feliciani .......  Capitão Passerin
- Didi Perego  ....... Garota
- Carla Gravina  .......  Silvia Modena
- Jole Mauro  .......  Maria Fornaciari
- Alex Nicol  ....... Paraquedista americano
- Eduardo De Filippo ....... Pai de Innocenzi
- Mino Doro .......  Major Nocella
- Claudio Gora ....... Coronel
- Vincenzo Musolino  ....... Primeiro fascista
- Mac Ronay ....... Evaristo Brisigoni
- Mario Frera ....... Segundo fascista
- Silla Bettini .......  Tenente Di Fazio